# Little Evil
Pour plus de détails, voir Fiche technique et Distribution.
Little Evil est un film américain réalisé par Eli Craig, sorti en 2017.

## Synopsis
Gary veut que tout se passe au mieux avec Samantha, qu'il vient d'épouser, et le fils de celle-ci, Lucas. Mais si la mère est adorable, le fils a un comportement étrange, et semble même avoir le pouvoir de pousser les gens au suicide. En se renseignant sur les circonstances de la conception de Lucas, Gary commence à croire que son beau-fils pourrait bien être l'Antéchrist. Pourra-t-il sauver son mariage ?

## Fiche technique
- Titre original : Little Evil
- Titre français : Little Evil
- Réalisation : Eli Craig
- Scénario : Eli Craig
- Photographie : Matthew Clark
- Montage : Tia Nolan
- Musique : Marco Beltrami
- Producteur : Jason Michael Berman, Scott Stuber (en)
- Société de production : Bluegrass Films, Mandalay Pictures
- Sociétés de distribution : Netflix
- Langues : anglais
- Format : Couleur - 1.85 : 1 - son Dolby Digital
- Genre : Comédie horrifique
- Durée : 95 minutes
- Dates de sortie : 1er septembre 2017 sur Netflix

## Distribution
- Adam Scott (VF : Alexandre Gillet) : Gary Bloom
- Evangeline Lilly (VF : Vanina Pradier) : Samantha Bloom
- Owen Atlas : Lucas
- Bridget Everett (VF : Emmanuelle Rivière) : Al, collègue et amie de Gary
- Clancy Brown (VF : Mathieu Rivolier) : le révérend Gospel
- Sally Field (VF : Marie-Frédérique Habert) : Miss Shaylock
- Kyle Bornheimer (VF : Antoine Nouel) : Victor
- Chris D'Elia (en) (VF : Éric Peter) : Wayne
- Donald Faison (VF : Jean-Louis Tilburg) : Larry
- Carla Gallo (VF : Fanny Fourquez) : Wendy
- Tyler Labine : Karl C. Miller
- Brad Williams (en) (VF : Marc Saez) : Gozamel
- Schuyler White (VF : Gilbert Lévy) : le clown à l'anniversaire

Version française dirigée par Gilbert Lévy au studio Chinkel, d'après une adaptation des dialogues de Régis Écosse.
 Source et légende : version française (VF) sur RS Doublage et carton du doublage français.

## Accueil critique
Pour la critique de The Verge, ce film « subvertit plusieurs clichés d'horreur bien connus » et se révèle parfait pour Halloween.
Pour le critique de Film School Rejects, « c'est le charisme des interprètes qui fait tenir le film […]. Le "petit diable" en question est pour l'essentiel la copie conforme du Damien de La Malédiction […]. L'affection non dissimulée affichée pour le cinéma de genre est touchante, et si vous regardez le film dans cette optique, le plaisir est au rendez-vous. Malgré tout, tout en étant plein de bonnes intentions et facile à suivre, il s'oublie aussitôt après la fin ». 
Pour le critique d'Écran large, le film « veut au fond être une comédie familiale inoffensive, […] et perd en intérêt ».
Pour le critique de Horreur Québec, « L’ensemble s’avère forcé, sans âme et… jamais vraiment drôle ».